# محطة المفرق
محطة المفرق هي إحدى محطات الخط الحديدي الحجازي، والمفرق اليوم إحدى المدن الأردنية ومركز محافظة المفرق. المفرق هي المدينة الأردنية الأولى التي نقع على خط الحديد ويليها محطة الزرقاء ثم محطة عمان. يسبقها محطة درعا.